# Aarne Rintala
Aarne Erkki Rintala, född 3 augusti 1926 i Åbo, död 10 september 2014 i Lundo, var en finländsk  läkare, specialist i kirurgi och  plastikkirurgi.
Rintala blev medicine och kirurgie doktor 1962. Han utnämndes till docent i kirurgi vid Åbo universitet 1969 och vid Helsingfors universitet 1972 samt erhöll professors titel 1986. Han var 1969–1975 överläkare vid Finlands Röda kors plastiksjukhus och chef för FRK:s (sedermera Helsingfors universitetscentralsjukhus) läpp-gomspaltcenter. Under hans ledning har läpp-gomspaltkirurgin utvecklats i Finland.
Rintalas vetenskapliga arbeten gäller plastikkirurgi och medfödda anomalier. Han mottog ett flertal pris, hedersmedlemskap och andra utmärkelser för sina kliniska och vetenskapliga insatser.